# Gotha G.I
Die Gotha G.I war ein Bomber der deutschen Fliegertruppen im Ersten Weltkrieg. Als „Groß-Kampfflugzeug Nummer 1 der Gothaer Waggonfabrik“ begründete es eine Baureihe, zu der noch die Typen G.II bis G.VI zählten.

## Entwicklung
Die G I geht auf einen Entwurf von Oskar Ursinus, Herausgeber des Flugsport, zurück, der den Bomber ab April 1914 in seinem Frankfurter Büro ursprünglich als Fernaufklärer Friedel-Ursinus FD entworfen hatte. Friedel war Kommandeur des Fliegerbataillons Nr. 3 in Köln und fungierte während der Projektierung als Verbindungsmann zwischen der Idflieg und Ursinus, weshalb die Konstruktion auch unter seinem Namen lief. Nach Ausbruch des Ersten Weltkrieges forderte die Idflieg, den Typ auch als Bomber einsetzen zu können. Der Prototyp entstand in einer Halle der Militärverwaltung in Griesheim, wo Ursinus seit Kriegsbeginn seinen Militärdienst bei der Fliegerersatzabteilung 3 leistete. Er wurde mit zwei Motoren vom Typ Benz Bz III, die je 110 kW (150 PS) leisteten, ausgerüstet und flog dort mit Fritz Herold erstmals am 30. Januar 1915.
Nach der Erprobung durch die Idflieg (Inspektion der Fliegertruppen) wurde im März 1915 nach deren Vermittlung die Gothaer Waggonfabrik mit der Herstellung unter der Bezeichnung GUH (Gotha-Ursinus-Heeresflugzeug) oder Gotha G I betraut. Dazu wurde die FD am 26. März 1915 von Herold nach Gotha überflogen und durch den Chefkonstrukteur des Gothaer Waggonbau, Hans Burkhard, eingehend studiert und auch im Flug erprobt. Aufgrund dieser Erfahrungen, so hielt er die FD für untermotorisiert, überarbeitete er die Ursinus-Konstruktion und entwickelte sie zur Gotha G II weiter. Das erste Exemplar der G I wurde am 27. Juli 1915 fertiggestellt, und bis 1916 wurden insgesamt achtzehn Stück produziert. Diese Ausführung war ebenfalls mit zwei je 110 kW (150 PS) leistenden Benz-Bz-III-Motoren ausgestattet. Der Bomber war mit einem MG ausgerüstet, die maximale Bombenlast betrug ca. 150–200 kg.

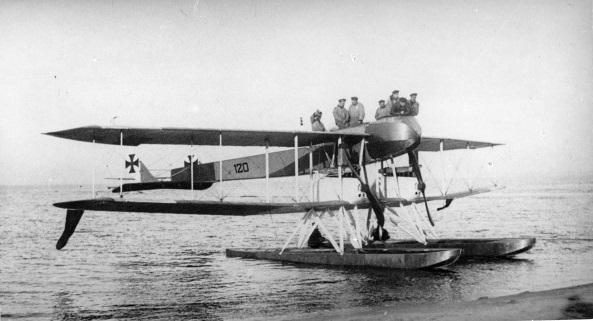
Gotha UWD

Die Kaiserliche Marine beauftragte im April 1915 nach einem Vorschlag Ursinus’ unter der Bezeichnung „UWD“ (Ursinus-Wasser-Doppeldecker) die Herstellung eines Wasserflugzeugs auf Basis der FD. Zum Jahresende wurde das einzige Exemplar fertiggestellt und im Januar 1916 erprobt.

## Konstruktion
Es handelte sich um einen Doppeldecker von ungewöhnlicher Konstruktion: Im Gegensatz zu normalen Doppeldeckern, bei denen der untere Flügel am Rumpf befestigt ist, war bei der G.I der obere Flügel am Rumpf befestigt; der untere Flügel ging quer unter dem Rumpf durch. Der Entwickler Carl Oskar Ursinus ließ sich diese Anordnung patentieren. Das Schussfeld des vorne sitzenden MG-Schützen war nicht wie bei herkömmlichen Konstruktionen durch den oberen Flügel eingeschränkt. Weiterhin konnten die beiden Motoren am unteren Flügel eng nebeneinander montiert werden, wodurch bei Ausfall eines Motors die verbleibende Zugkraft ein geringeres Drehmoment um die Gierachse erzeugte als bei der üblichen Anordnung. Ein Nachteil dieser Konstruktion war allerdings, dass der Schütze stärker gefährdet war, wenn es bei einer Bruchlandung zu einem Kopfstand kam.

## Technische Daten
| Kenngröße             | Daten                                       |
| --------------------- | ------------------------------------------- |
| Besatzung             | 3 (Beobachter/Bombenwerfer/Pilot)           |
| Spannweite            | 22,0 (oben), 19,7 m (unten)                 |
| Länge                 | 12,9 m                                      |
| Höhe                  | 3,9 m                                       |
| Flügelfläche          | 82,0 m²                                     |
| Leermasse             | 1800 kg                                     |
| Startmasse            | 2810 kg                                     |
| Triebwerke            | 2 × Benz Bz III, je 150 PS (110 kW)         |
| Höchstgeschwindigkeit | 130 km/h                                    |
| Steigzeit             | 9 min auf 800 m Höhe 35 min auf 2700 m Höhe |
| Dienstgipfelhöhe      | 2700 m                                      |
| Reichweite            | 540 km                                      |
| Bewaffnung            | ein bis zwei 7,9-mm-MG                      |
| Bombenlast            | 150–200 kg                                  |